# Alfred Mittermeier

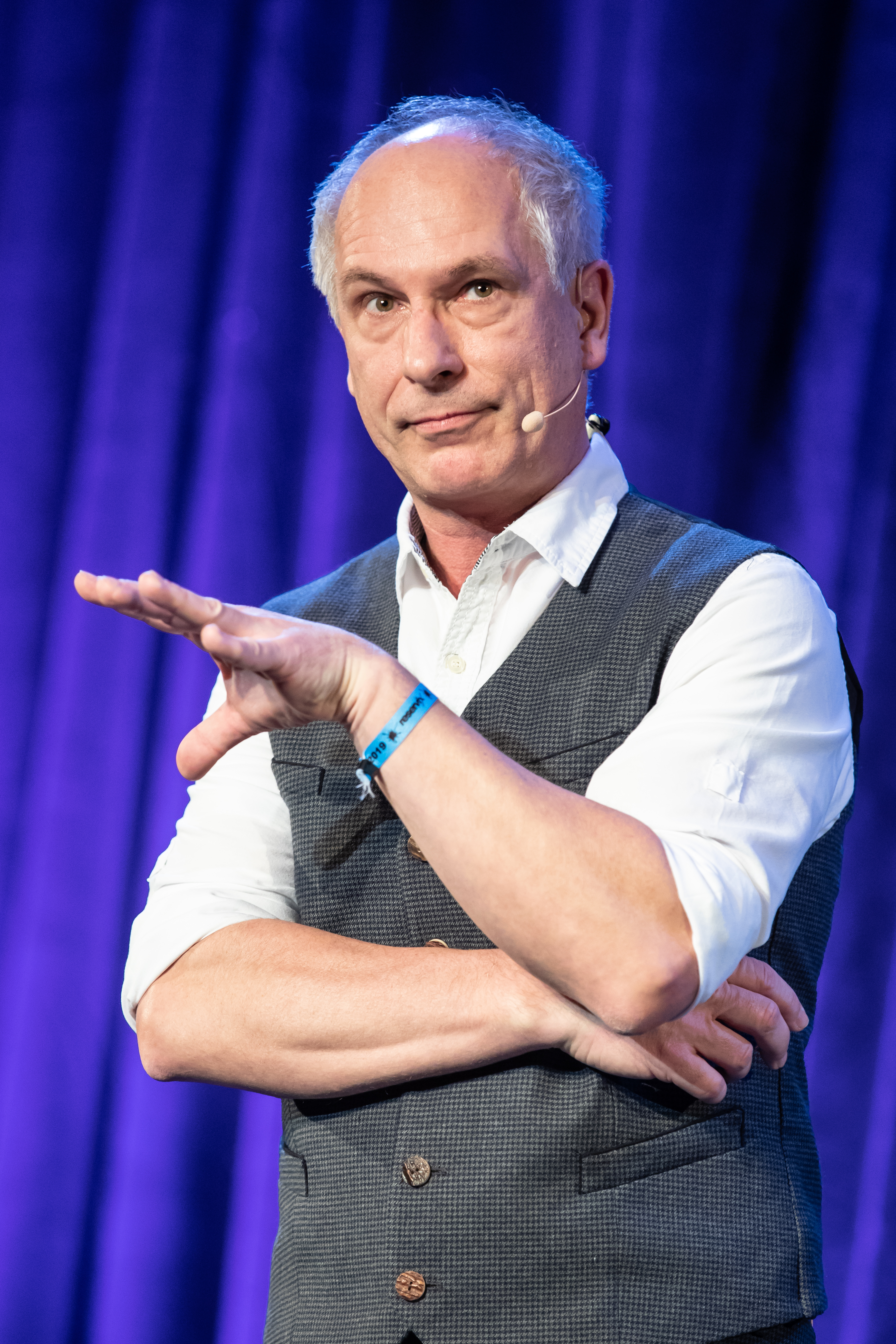
Mittermeier auf der Kulturbörse Freiburg 2019

Alfred Mittermeier (* 1964 in Dorfen) ist ein deutscher Schauspieler und Kabarettist.

## Leben
Mittermeier studierte bis 1988 Betriebswirtschaft an der Berufsakademie Heidenheim. Nach Kurzprogrammen als Kabarettist ab 1994 war er Schauspieler in komischen Rollen, gefolgt von einer Tätigkeit im Management einer Künstleragentur.
Seit 2004 ist er mit seinen Programmen in Deutschland, Österreich und in der Schweiz auf Tour.
Unter dem Titel Nix für ungut schreibt er regelmäßig Kolumnen für den Münchner Merkur im Dorfener Anzeiger.
Alfred Mittermeier ist der ältere Bruder von Michael Mittermeier.

## Programme und Auftritte als Schauspieler
- 1994 „anno dazumal“ – Kurzprogramm
- 1996 „Tanznacht“ – Kurzprogramm
- 1997–98: Der Watzmann ruft (W. Ambros und M.O. Tauchen) – Regie, Doppelrolle (Knecht, Bub)
- 1999–2002: „Indien“ als Schauspiel (Tragikomödie von Josef Hader und Alfred Dorfer, von diesen auch verfilmt, siehe Indien)
- 2004 „Ochsentour“ – Programm
- 2007 „Zuckerschlecken“ – Programm
- 2009 Auftritt am 18. Arosa Humor-Festival
- 2010 „Sündenbockerei“ – Programm
- 2013 „Extrawurst ist aus!“ – Programm
- 2013 Auftritt am 22. Arosa Humor-Festival
- 2016 „Ausmisten“ – Programm
- 2019 „Paradies“ – Programm
- 2022 „Leise rieselt der Schmäh“ – Weihnachtsprogramm

## Ehrungen
- 2004 Finalist beim Grazer Kleinkunstwettbewerb
- 2005 AZ-Stern der Woche
- 2006 Höchberger Krack
- 2007 Reinheimer Satirelöwe (bestes Solokabarett)[2]
- 2007 Scharfe Barte Melsungen
- 2008 Fränkischer Kabarettpreis (2. Platz)
- 2010 Ravensburger Kupferle
- 2011 Kleinkunstpreis SoHo, St. Ingbert
- 2018 Kulturpreis des Landkreises Erding[3]
- 2022 Emser Pastillchen für zwei Stimmbänder

## TV- und Radioauftritte
- Nuhr im Ersten, ARD
- Schlachthof, BR
- Spätschicht, SWR
- Asül für alle, BR
- Ottis Schlachthof, BR
- Kabarett aus Franken, BR
- Hallo Deutschland, ZDF
- Freunde in der Mäulesmühle, SWR
- Arosa Humor-Festival, SRF
- Vereinsheim Schwabing, BR
- Zwischen Spessart und Karwendel, BR
- Hot Spott, Servus TV
- kulturLeben, Bayern 2
- radioSpitzen, Bayern 2
- Kabarettfest, WDR 5
- Querköpfe, Deutschlandfunk
- Kleinkunstfestival, HR 2

## Diskografie und Veröffentlichungen

### Audio-CDs
- 2008: Zuckerschlecken
- 2010: Sündenbockerei
- 2014: Extrawurst ist aus
- 2017: Ausmisten